# A.E. Housman

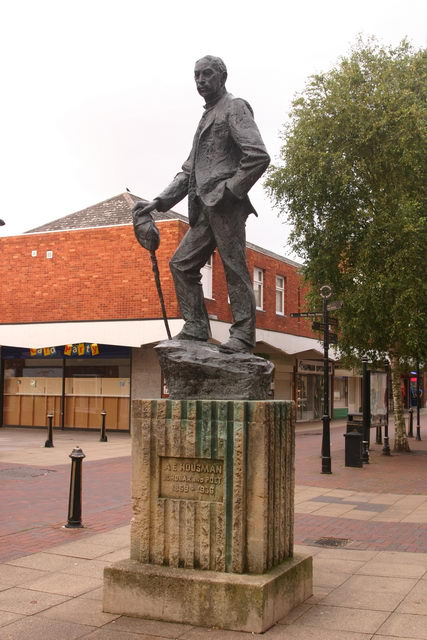
standbeeld van Alfred Edward Housman in Bromsgrove

Alfred Edward Housman (Bromsgrove (Worcestershire), 26 maart 1859 - Cambridge, 30 april 1936), beter bekend als A.E. Housman, was een Engels klassiek geschoold geleerde en dichter, vooral bekend bij het grote publiek voor zijn gedichtencyclus A Shropshire Lad. Deze lyrische, bijna epigrammatische gedichten schreef hij meestal voor 1900. Hun weemoedige evocatie van een gedoemde jeugd op het Engelse platteland in sobere maar beeldrijke taal viel sterk in de smaak bij het laat-victoriaans en edwardiaans publiek. Ook heel wat vroeg 20e-eeuwse Engelse componisten (beginnend met Arthur Somervell) van vóór en na de Eerste Wereldoorlog werden door dit werk geïnspireerd.
Housman werd beschouwd als een van de belangrijkste classici van zijn tijd, en behoort tot de grootste geleerden van alle tijden. Hij werd eerst tot hoogleraar Latijn benoemd aan University College London en doceerde later in Cambridge. Zijn edities van Juvenalis, Manilius en Lucanus zijn lange tijd als gezaghebbend beschouwd.

## Leven
Housman werd geboren in Fockbury, een gehucht in Worcestershire. Hij ging in zijn jeugd naar een school in een nabij dorp, Bromsgrove, vooraleer naar Oxford te gaan. Daar volgde hij klassieke studies en filosofie, maar ondanks zijn capaciteiten verbaasde hij zijn docenten door in 1881 te zakken voor zijn eindexamen. In die periode lag hij met zichzelf in de knoop omdat hij worstelde met zijn homoseksuele gevoelens voor zijn kamergenoot Moses Jackson. Hij kreeg een baan als ambtenaar aangeboden en zette zijn studies op eigen kracht verder. Mettertijd bouwde hij door zijn publicaties in geleerde tijdschriften een stevige reputatie op als bekwaam en grondig onderzoeker van klassieke Latijnse teksten. In 1892 werd hem een leerstoel Latijn aan University College in Londen aangeboden en vanaf 1911 tot aan zijn dood was hij hoogleraar Latijn in Cambridge.
Housman beschouwde zichzelf als een latinist en vermeed het literaire wereldje zo veel mogelijk. Overtuigd als hij was dat hij een leven zonder liefde moest leiden, bracht hij zijn dagen door in eenzaamheid tussen zijn teksten en notitieboekjes. Zijn aan sarcasme grenzende scherpte en directheid, in combinatie met zijn gezond verstand, maakten hem tot een alom gevreesd criticus. Het werk waar hij meer dan dertig jaar aan besteedde was een geannoteerde editie van de Astronomica van Manilius (1903-1930), een dichter die hij niet eens waardeerde maar wiens werk hem wel de gelegenheid gaf tot uitvoerige commentaren, en waarin hij niet aarzelde zijn gal te spuwen over het werk van voorgangers.

## Poëzie
- A Shropshire Lad (1896)
- Last Poems: Henry Holt and Company (1922)
- A Shropshire Lad: Authorized Edition: Henry Holt and Company (1924)
- More Poems: Barclays Bank LTD. (1936)
- Collected Poems: Henry Holt and Company (1940)
- Collected Poems (1939)
- Manuscript Poems: Eight Hundred Lines of Hitherto Un-collected Verse from the Author's Notebooks, ed. Tom Burns Haber (1955)
- Is My Team Plowing
- Unkind to Unicorns: Selected Comic Verse, ed. J. Roy Birch (1995; 2nd ed. 1999)
- The Poems of A. E. Housman, ed. Archie Burnett (1997)

- Bibsys: 90186784
- Biblioteca Nacional de España: XX874948
- Bibliothèque nationale de France: cb12074858c (data)
- Catàleg d'autoritats de noms i títols de Catalunya: 981058517716806706
- CiNii: DA03713984
- Digitale Bibliotheek voor de Nederlandse Letteren: hous001
- Gemeinsame Normdatei: 118775073
- International Standard Name Identifier: 0000 0001 1026 3814
- Library of Congress Control Number: n79141239
- Nationale Bibliotheek van Letland: 000072784
- MusicBrainz: 3b482463-7841-4e3e-ba33-9363d855cd23
- Bibliotheek van het Japanse parlement: 00468583
- Nationale Bibliotheek van Tsjechië: xx0002584
- Nationale bibliotheek van Australië: 35208172
- Nationale Bibliotheek van Israël: 987007299291005171
- Nationale Bibliotheek van Polen: a0000001618473
- Nationale en Universitaire bibliotheek Zagreb: 000021317
- Nederlandse Thesaurus van Auteursnamen: 068972652
- Réseau des bibliothèques de Suisse occidentale: 02-A003385217
- Istituto Centrale per il Catalogo Unico: SBLV229472
- LIBRIS: 227364
- SNAC: w6cv4h5t
- Système universitaire de documentation: 029038901
- Trove: 865691
- Virtual International Authority File: 49249069
- WorldCat: E39PBJB8pYPQw3wcDHYmQMkCcP